# Sowle-Nunatak
Der Sowle-Nunatak ist ein 675 m hoher Nunatak im westantarktischen Queen Elizabeth Land. In der Gruppe der Rambo-Nunatakker in den Pensacola Mountains ragt er 9 km südöstlich des Wagner-Nunatak an der Westflanke des Foundation-Eisstroms auf.
Der United States Geological Survey kartierte ihn anhand eigener Vermessungen und Luftaufnahmen der United States Navy aus den Jahren von 1956 bis 1966. Das Advisory Committee on Antarctic Names benannte ihn 1968 nach Melvin L. Sowle, Baumechaniker auf der Plateau-Station im antarktischen Winter 1967.